# Elimaea berezovskii
Elimaea berezovskii är en insektsart som beskrevs av Bei-bienko 1951. Elimaea berezovskii ingår i släktet Elimaea och familjen vårtbitare. Inga underarter finns listade i Catalogue of Life.